# Al-Razi
Al-Razi, en árabe: ابو بکر محمد بن زكريا الرازی‎ Abū Bakr Muhammad ibn Zakarīyā al-Rāzī; en persa: زكريای رازی‎ Zakarya-ye Razi, en latín, Rhazes o Rasis (Rayy, Irán, ca. 865 - Rayy, ca. 925), fue un médico, filósofo y erudito persa que realizó aportes fundamentales y duraderos a la medicina, la química y la física, escribiendo más de 184 libros y artículos científicos. Dedicó dos libros de medicina a Mansur ibn Ishaq (en): El físico del alma y La medicina de Al-Mansūrī.

## Biografía
Según cuenta Al-Biruni, Razi nació en Rayy, en la moderna provincia de Teherán, en Irán, en el año 865, y murió en la misma ciudad en 925.
Era un gran conocedor de la medicina griega, a la que realizó aportes sustanciales a partir de sus propias observaciones. Razi es reconocido por haber descubierto el ácido sulfúrico, verdadera "locomotora" de la química moderna y la química industrial. También descubrió el etanol así como su refinamiento y uso en medicina.
A él se atribuye la invención del alambique y la primera destilación del petróleo para la obtención de queroseno y otros destilados.
Ha sido uno de los grandes pensadores del Islam, y su influencia en la medicina y la ciencia europea fue enorme.
Razi era un racionalista, que creía en el poder de la razón. Era considerado por sus contemporáneos y biógrafos como un hombre liberal y libre de todo prejuicio. Suele considerárselo un buen representante del movimiento filosófico y religioso mutakallimun.
Viajó mucho y prestó servicios a varios príncipes y gobernantes, especialmente en Bagdad, donde tenía su laboratorio. Enseñó e investigó en la Universidad de Bagdad, Bayt al Hikma (la Casa de la Sabiduría), donde atraía a un gran número de estudiantes de todas las disciplinas. Se decía de él que era un hombre compasivo, amable, justo, y dedicado al servicio a sus pacientes, fueran ricos o pobres.

## Contribuciones a la medicina
Razi practicó numerosas especialidades médicas: cirugía, ginecología, obstetricia, oftalmología... Fue un escritor enciclopédico.
Escribió 184 libros y opúsculos sobre numerosos dominios científicos, de los cuales solo 61 tratan sobre medicina, todos en árabe. Sus principales obras son:

### Libros de medicina

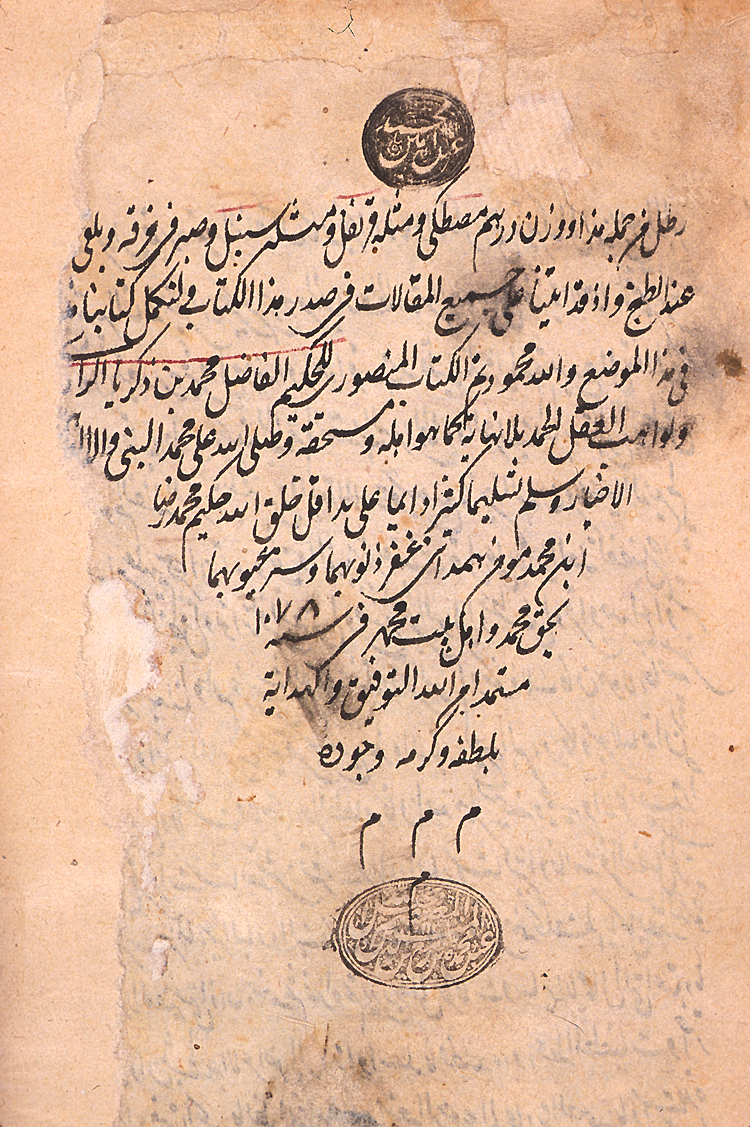
Tapa del famoso Libro de Medicina de Razi.

- Kitab al-Hawi fi al-Tibb. Suma médica en 22 volúmenes en parte póstuma que retoma los conocimientos de autores más antiguos en forma de largos extractos o referencias precisas y comentarios, enseñanzas y observaciones de Razi. Contiene por ejemplo los fundamentos de la ginecología, la obstetricia y la cirugía oftálmica.[8] Traducido al latín en el siglo XIII con el título de Liber Continens, ejerció una profunda influencia sobre la medicina occidental, y con otras nuevas obras constituyó el fondo de la biblioteca de la facultad de medicina de la Universidad de París en 1395. El libro contiene consideraciones y críticas sobre los filósofos griegos Aristóteles y Platón, y expresa puntos de vista innovadores sobre muchos temas. Sólo por este libro, muchos eruditos consideran a Al-Razi el mejor médico de la Edad Media. El al-Hawi no es una enciclopedia médica formal, sino una recopilación póstuma de los cuadernos de trabajo de Al-Razi, que incluían conocimientos recopilados de otros libros, así como observaciones originales sobre enfermedades y terapias, basadas en su propia experiencia clínica. Es significativo porque contiene una célebre monografía sobre la viruela, la más antigua que se conoce. Fue traducido al latín en 1279 por Faraj ben Salim, un médico de origen judío siciliano empleado por Carlos de Anjou, y tras lo cual tuvo una influencia considerable en Europa. Al-Hawi también criticaba las opiniones de Galeno, después de que Al-Razi observara muchos casos clínicos que no seguían las descripciones de fiebres de Galeno. Por ejemplo, afirmó que las descripciones de Galeno sobre dolencias urinarias eran inexactas ya que sólo había visto tres casos, mientras que Al-Razi había estudiado cientos de tales casos en hospitales de Bagdad y Rey.[9]
- Kitab al-Mansuri fi al-Tibb (Libro de medicina para Al-Mansur). Tratado médico dedicado al soberano samánida de Rayy, Abu Salih al-Mansur (en).[10] Fue traducido al latín por Gerardo de Cremona alrededor de 1180.[11] Una traducción en latín fue editada en el siglo XVI por el anatomista y médico holandés Andreas Vesalio.[12]
- Kitab fi al-jadari wa-al-hasbah (La viruela y el sarampión).
- Kitab ila man la yahduruhu al-tabib (Libro para quien no tiene acceso a un médico). Al-Razi fue posiblemente el primer médico persa que escribió deliberadamente un manual de medicina casera (con remedios) dirigido al público en general. Lo dedicó a los pobres, los viajeros y el ciudadano común que podía consultarlo para el tratamiento de dolencias comunes cuando no había un médico disponible. Este libro es de especial interés para la historia de la farmacia ya que libros similares fueron muy populares hasta el siglo XX. Al-Razi describió en sus 36 capítulos dietas y componentes de medicamentos que se pueden encontrar en una botica, un mercado, en cocinas bien equipadas o en campamentos militares. Así, toda persona inteligente podría seguir sus instrucciones y preparar las recetas adecuadas con buenos resultados. Algunas de las enfermedades tratadas eran dolores de cabeza, resfriados, tos, melancolía y enfermedades de los ojos, oídos y estómago. Por ejemplo, prescribía para un dolor de cabeza febril: " 2 partes de duhn (extracto oleoso) de rosa, que se mezclan con 1 parte de vinagre, en el que se moja un trozo de lino y se aprieta sobre la frente". Recomendaba como laxante: "7 dracmas (un dracma es una unidad de masa  equivalente a 1.7 gr) de flores secas de violeta con 20 peras, maceradas y bien mezcladas, luego coladas. Añadir a este filtrado, 20 dracmas de azúcar para una bebida. En casos de melancolía, invariablemente recomendaba prescripciones, que incluían ya sea amapola o su jugo (opio), Cuscuta epithymum (cuscuta del trébol o barbas de capuchino) o ambos. Como remedio para los ojos, recomendó mezclar mirra, azafrán e incienso, 2 dracmas cada uno, con 1 dracma de arsénico amarillo en forma de tabletas. Cada tableta debía disolverse en una cantidad suficiente de agua de cilantro y usarse como colirio.
- Shukuk 'ala alinusor (Dudas sobre Galeno). Ensayo crítico sobre la teoría de Galeno y sobre la manera como sus sucesores se sirvieron de él.
- Al-Teb al Molooki (Medicina de reyes).
- Al-Murshid aw al-Fusul (Aforismos). Guía del médico nómada.
- Las enfermedades de los niños. Este libro de Al-Razi fue la primera monografía que abordó la pediatría como un campo independiente de la medicina.[13][14]

### Viruela contra sarampión
La viruela aparece cuando la sangre 'hierve' y es infectada, resultando en vapores que son expelidos. Así la sangre juvenil (que parece como extractos húmedos en la piel) es transformada en sangre más rica, teniendo el color del vino maduro. En este estado, la viruela se muestra esencialmente como 'burbujas encontradas en el vino' (como ampollas)... esta enfermedad puede también ocurrir en otros momentos (significado: no sólo durante la niñez). Lo mejor que se puede hacer durante esta etapa es mantenerse apartado, de otro modo esta enfermedad se puede convertir en una epidemia.

Este diagnóstico está incluido en la Enciclopedia Británica de 1911, que sostiene que: «Las afirmaciones más fiables de la existencia de la enfermedad son encontradas en un informe del médico persa del siglo IX Razi, por el que sus síntomas son claramente descritos, su patología explicada por una teoría humoral o de fermentación y se dan instrucciones para su tratamiento».
El libro de Razi al-Judari wa al-Hasbah (Sobre la viruela y el sarampión) fue el primer libro describiendo a ambas enfermedades como distintas.[cita requerida] Fue traducido más de una docena de veces al latín y a otros idiomas europeos. Su falta de dogmatismo y su confianza hipocrática en la observación clínica muestran los métodos médicos de Razi. Por ejemplo:

La erupción de la viruela es precedida por una fiebre continuada, dolor en la espalda, picor en la nariz y pesadillas durante el sueño. Estos son los síntomas más agudos de su aproximación junto con el notable dolor de espalda acompañado por fiebre y picor sentido por el paciente en todo su cuerpo. Una hinchazón de la cara aparece, la cual va y viene, y se nota un color general inflamatorio notable como una rojez fuerte, la cual se expresa con estiramientos y hundimientos. Hay un gran dolor en la garganta y el pecho y se encuentra dificultad para respirar y toser. Síntomas adicionales son: sequedad en el aliento, falta de salivación, ronquera en la voz, dolor y pesadez en la cabeza, falta de descanso, náusea y ansiedad. (Nota de diferencia: la falta de descanso, la náusea y la ansiedad ocurren más frecuentemente con el sarampión que con la viruela. Por otro lado, el dolor en la espalda es más aparente en la viruela que en el sarampión). En conjunto se experimenta calor en todo el cuerpo, colon inflamado y una rojez brillante general, con una rojez pronunciada en las encías.[cita requerida]

### Alergias y fiebre

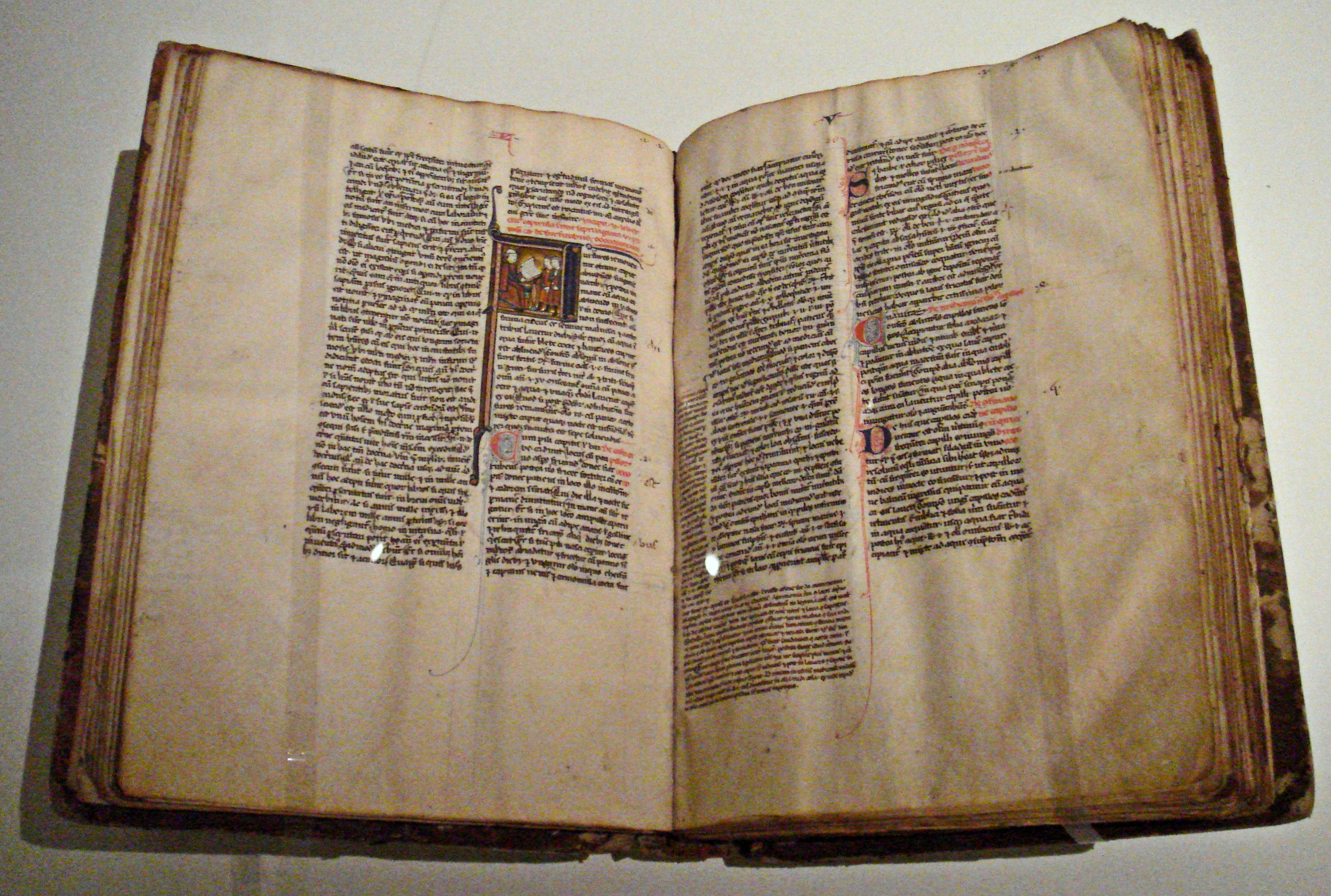
Recueil des traités de médecine de Al-Razi traducido por Gerardo de Cremona, segunda mitad del.

Razi es también conocido por haber descubierto el «asma alérgica» y por ser el primer médico en escribir artículos sobre la alergia y la inmunología. En el Sentido del olfato explica los casos de rinitis después de oler una rosa durante la primavera:
Artículo de la razón por la que Abou Zayd Blakhi sufre de rinitis cuando huele rosas en primavera. En este artículo habla sobre la rinitis estacional, que es la misma que el asma alérgico o fiebre del heno. Razi fue el primero en darse cuenta de que la fiebre es un mecanismo natural de defensa, la manera que tiene el cuerpo de luchar contra la enfermedad.

### Meningitis
Al-Razi comparó el resultado de los pacientes con meningitis tratados con sangría con el resultado de aquellos tratados sin ella para ver si la sangría podría ayudar.

### Farmacia
Razi contribuyó de muchas maneras a la práctica inicial de la farmacia, compilando textos en los que presenta el uso de «ungüentos mercuriales», y al desarrollo de aparatos como morteros, frascos, espátulas y ampollas, usados en farmacia hasta principios del siglo XX.

### Psiquiatría y psicología
Razi compuso uno de los primeros tratados de psicología y psiquiatría. El hospital que dirigió en Bagdad fue el primero en poseer una sección para los enfermos mentales.A Al-Razi se le considera el padre de la psicología y la psicoterapia.

### Neurología
Razi se interesó también por la neurología: describió el papel motor y sensitivo de los nervios e identificó 7 de los nervios craneales y 31 de los nervios espinales por un número referente a su posición anatómica desde el nervio óptico hasta el nervio hipogloso. En cuanto a la funcionalidad, estableció el enlace entre ciertos signos clínicos y la localización anatómica de una lesión.

### Ética de la medicina
A nivel profesional, Al-Razi introdujo muchas ideas prácticas, progresistas, médicas y psicológicas. Atacó a los charlatanes y falsos médicos que recorrían las ciudades y los campos vendiendo sus panaceas y falsas "curas". Al mismo tiempo, advirtió que incluso los médicos altamente capacitados no tenían las respuestas a todos los problemas médicos y no podían curar todas las enfermedades ni curar todas las dolencias, lo que era humanamente imposible. Para ser más útiles en sus servicios y más fieles a su vocación, Al-Razi aconsejó a los practicantes que se mantuvieran al día con conocimientos avanzados estudiando continuamente libros de medicina y exponiéndose a nueva información. Hizo una distinción entre enfermedades curables e incurables. Respecto a esto último, comentó que en el caso de casos avanzados de cáncer y lepra no se debe culpar al médico cuando no puede curarlos. Para añadir una nota de humor, Al-Razi sintió una gran lástima por los médicos que se preocupaban por el bienestar de los príncipes, la nobleza y las mujeres, porque no obedecieron las órdenes del médico de restringir su dieta o recibir tratamiento médico, lo que hacía que fuera más difícil difícil ser su médico.
También escribió lo siguiente sobre ética médica:

El objetivo del médico es hacer el bien, incluso a nuestros enemigos, mucho más a nuestros amigos, y mi profesión nos prohíbe hacer daño a nuestros semejantes, ya que está instituida para el beneficio y bienestar de la raza humana, y Dios nos impuso a los médicos el juramento de no componer remedios mortíferos.

### Química
- At-Tadbîr.
- Sirr Al-Asraar.

### Filosofía

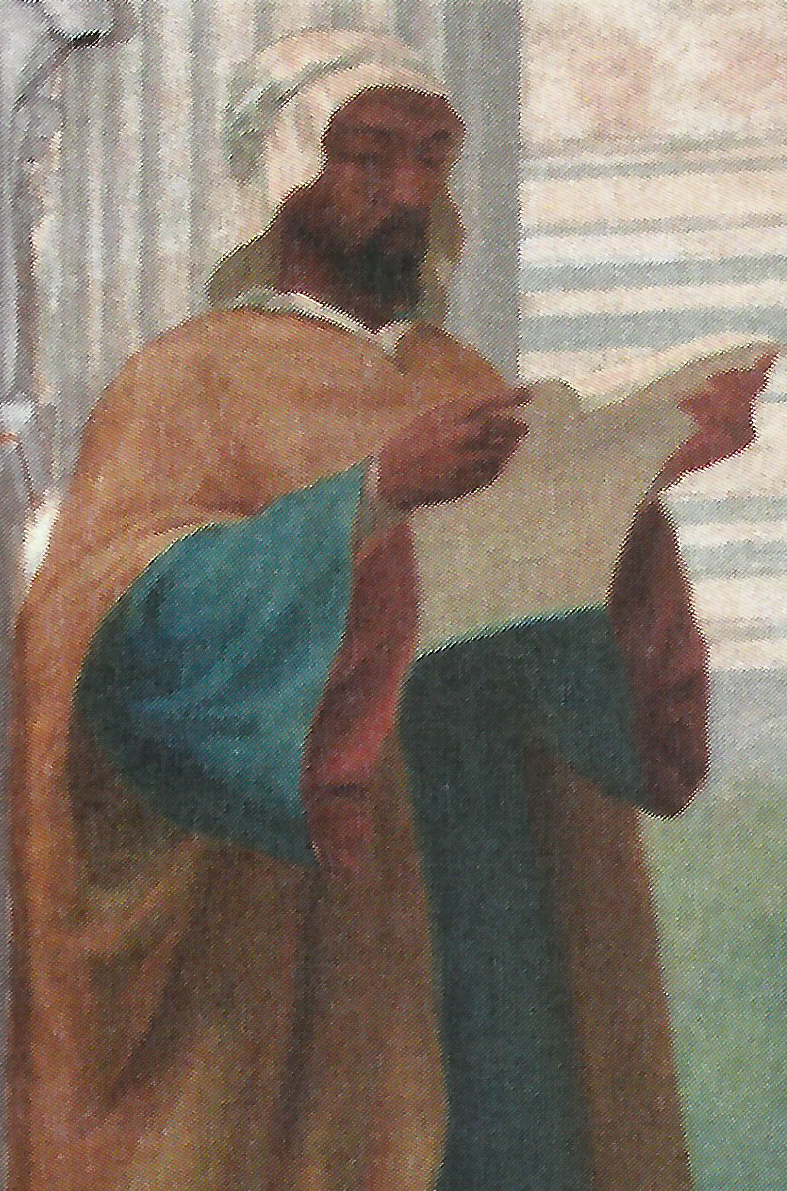
Al-Razi representado por Veloso Salgado (c. 1906).

Aunque Al-Razi escribió extensamente sobre filosofía, la mayoría de sus obras sobre este tema en la actualidad se encuentran perdidas. La mayoría de sus ideas religioso-filosóficas, incluida su creencia en cinco "principios eternos", sólo se conocen a partir de fragmentos y testimonios encontrados en otros autores, que a menudo se oponían firmemente a su pensamiento.

#### Metafísica
La doctrina metafísica de Al-Razi se deriva de la teoría de los "cinco eternos", según la cual el mundo se produce a partir de una interacción entre Dios y otros cuatro principios eternos (alma, materia, tiempo y lugar). Aceptó un tipo presocrático de atomismo de los cuerpos, y por eso se diferenciaba tanto de los filósofos islámicos como de los mutakalimun. Si bien estuvo influenciado por Platón y los escritores médicos, principalmente Galeno, rechazó el taqlid y, por lo tanto, expresó críticas sobre algunos de sus puntos de vista. Esto se desprende del título de su obra, Dudas sobre Galeno

## Reconocimientos
El moderno Instituto Razi, cerca de Teherán (Irán), fue denominado así por él. Asimismo en Irán se conmemora el Día de Razi, como el Día de la Farmacopea, cada 27 de agosto.